# Charles Louis du Ry
Charles Louis du Ry, auch Karl Ludwig du Ry (* 27. Juli 1771 in Kassel, Landgrafschaft Hessen-Kassel; † 8. November 1797 in Neapel, Königreich Neapel), war ein deutscher Architekt.

## Leben
Du Ry war Sohn des landgräflich-hessischen Baumeisters Simon Louis du Ry in Kassel, eines bedeutenden Vertreters des Frühklassizismus in Deutschland. Nachdem er von 1782 bis 1789 das Lyceum Fridericianum und das Collegium Carolinum besucht hatte, bereitete er sich durch ein Studium an der Kasseler Akademie auf eine Laufbahn als Architekt vor. Weiteren Studien ging er in den Jahren 1791 bis 1794 an den Universitäten von Marburg und Göttingen nach. Im Frühjahr 1795 erhielt er ein Akademiestipendium der Kasseler Société des Antiquité und reiste mit dem Kasseler Landschaftsmaler Johann Martin von Rohden nach Italien. Diese Grand Tour war Teil der von seinem Vater geplanten Ausbildung, die dieser in ständiger Korrespondenz überwachte und die ihn auch noch nach Paris führen sollte.   
Am 1. Juni kamen sie in Rom an. Dort verkehrte er bis zum Herbst 1797 im Kreis der Deutschrömer und hatte insbesondere Kontakt zu dem Architekten Friedrich Weinbrenner. Dessen Einfluss spiegelt sich in Entwürfen für einen Kirchenbau und ein Landhaus wider. Hingerafft vom „Faulfieber“ auf einer Studienreise nach Neapel, die er zusammen mit den Malern Carl Ludwig Kuhbeil, Ferdinand Hartmann, Johann Gottfried Niedlich und Ludwig Lombach (1772–1821) unternommen hatte, starb er im Alter von 26 Jahren in Neapel. Dort wurde er am Posillipo begraben.